# Urgell (metropolitana di Barcellona)
Urgell è una stazione della linea 1 della metropolitana di Barcellona situata sotto l'incrocio tra la Gran Via e la Calle del Comte d'Urgell, nel distretto dell'Eixample di Barcellona.
La stazione fu inaugurata nel 1926 con il nome di Urgel, assieme al primo tratto del Ferrocarril Metropolitana Transversal.
Nel 1982 con la riorganizzazione delle linee la stazione passò a servire la L1 e cambiò il nome nella sua forma catalana di Urgell.